# Шумайлово
Шума́йлово — опустевшая деревня в Омутнинском районе Кировской области. Входит в Залазнинское сельское поселение.

## География
Находится на правобережье реки Белой на расстоянии примерно 11 километров по прямой на восток-северо-восток от районного центра города Омутнинск.

## История
Починок Шумайловский образован предположительно в период с 1710-х по 1720-е годы. В 1834 году в починке проживало 108 человек, в 1858 году 199. В 1891 году учтено дворов 25 и жителей 181, в 1926 году 22 двора и 115 человек. В советское время работали колхозы «Строитель», «Дружба». К 2020 году опустела.

## Население
Постоянное население  составляло 23 человека (русские 100%) в 2002 году, 11 в 2010.